# Франтишек Планичка
Франтишек Планичка е чехословашки футболист, вратар. Смятан за един от най-добрите футболисти на своя пост през 30-те години на XX век. Дългогодишен капитан на Славия (Прага) и националния отбор на Чехословакия. Международната федерация по футболна история и статистика класира Планичка на 9-о място в класацията си за най-добър вратар на XX век. Заема четвърто място в класацията „Футболист на столетието в Чехия“, отстъпвайки на Йозеф Масопуст, Йозеф Бицан и Иво Виктор.

## Клубна кариера
Планичка никога не е считал футбола за своя основна работа, изкарвайки прехраната си в пенсионна кантора в Прага. Като юноша играе за отборите на Слован (Прага), Юнион и Старомецки Олимпия. Вратарят обаче е заклет привърженик на Спарта (Прага) и отива на проби в столичния тим. Ръководството на клуба обаче не го привлича поради ниския му ръст (само 172 cm). Впоследствие пази за ФК Бубенец.
През 1923 г. преминава в Славия (Прага). Първоначално е резерва на вратаря Щал, но през 1925 г. успява да отвоюва титулярното място. Поради акробатичните си спасявания получава прозвището „Пражката котка“. В състава на Славия става 8 пъти шампион на Чехословакия, а още 5 пъти тимът завършва на второ място. Освен това, печели 6 пъти Купата на Бохемия. През 1932 г. Славия достига полуфинала на Купа Митропа, където играе с Ювентус. В първия мач чехословаците разгромяват съперника с 4:0, а в ответния сблъсък „Старата госпожа“ повежда с 2:0. Тъй като Славия се старае да удържи резултата, привържениците започват да замерят с камъни гостите, в резултат на което Планичка получава контузия. Футболистите напускат терена, а впоследствие и двата клуба са дисквалифицирани. Все пак Планичка печели трофея през 1938 г., когато Славия побеждава унгарския Ференцварош на финала. Във всички турнири изиграва 969 мача за Славия Прага.

## Национален отбор
Дебютира за националния отбор на Чехословакия на 17 януари 1926 г. в мач с Италия, загубен с 1:3. Капитан е на Чехословакия на 2 световни първенства – през 1934 и 1938 г. На шампионата на планетата през 1934 г. е с основна заслуга за достигането на финала на турнира. Чехословакия губи от Италия с 1:2. Въпреки поражението, играчите са посрещнати като герои в родината си пред 100 000 души.
На световното първенство през 1938 г. Планичка чупи своята ръка в 1/4-финалния мач срещу Бразилия, но остава на терена и не допуска гол до края на срещата. Мачът остава в историята като „Битката за Бордо“, с грубата си игра и трите отсъдени червени картона. Без вратаря си, Чехословакия губи преиграването на двубоя и отпада. Въпреки това, Франтишек е избран за най-добър вратар на турнира. Изиграва 73 срещи за националния отбор, като в 37 от тях е капитан.

## Стил на игра
Съветският футболист Александър Старостин описва играта на Планичка така: „Движенията му са бързи, гъвкави, усеща се, че е добър гимнастик. Постоянно играе на 8-10 метра пред вратата, често излиза към линията на наказателното поле и играе на цялата му площ. Хванатата топка Планичка не избива напосоки, а подава веднага на своя съотборник, намиращ се в най-изгодна позиция“.

## Успехи

### Клубни
- Шампион на Чехословакия - 1925, 1928-29, 1929-30, 1930-31, 1932-33, 1933-34, 1934-35, 1936-37
- Купа на Бохемия - 1926, 1927, 1928, 1930, 1932, 1935
- Купа Митропа - 1938

### Национален отбор
- Финалист на Световното първенство - 1934

### Индивидуални
- Най-добър вратар на Световното първенство - 1938
- Награда на ЮНЕСКО за феърплей - 1985
- Награда на Чехия за феърплей - 1994